# Preziosissimo Sangue di Nostro Signore Gesù Cristo a Tor di Quinto
Preziosissimo Sangue di Nostro Signore Gesù Cristo a Tor di Quinto är en kyrkobyggnad och titelkyrka i Rom, helgad åt Kristi allraheligaste blod. Kyrkan är belägen vid Via Flaminia i quartiere Tor di Quinto och tillhör församlingen Preziosissimo Sangue di Nostro Signore Gesù Cristo.

## Historia
Kyrkan uppfördes åren 1956–1957 efter ritningar av arkitekten Nello Ena och konsekrerades samma år.

## Titelkyrka
Kyrkan stiftades som titelkyrka med namnet Preziossisimo Sangue di Nostro Signore Gesù Cristo av påve Benedikt XVI år 2007.
Kardinalpräster
- John Njue: 2007–

## Kommunikationer
- Busshållplats Flaminia/Nitti – Roms bussnät, linje 32